# سكوت فالمان
سكوت إليوت فالمان (مواليد 21 مارس 1948) (بالإنجليزية: Scott Elliott Fahlman) هو عالم حاسوب أمريكي وأستاذ فخري في جامعة كارنيغي ميلون. معروف بعمله المبكر على التخطيط الآلي والجدولة في (blocks world)، والشبكات الدلالية، والشبكات العصبية (خاصة خوارزمية الارتباط التعاقبي)، ولغات البرمجة ديلان، و"Common Lisp" (خاصة CMU Common Lisp)، وكان أحد مؤسسي شركة (Lucid Inc). خلال الفترة التي تم معيرتها، تم الاعتراف به على أنه «قائد الـCommon Lisp». من عام 2006 إلى عام 2015، انخرط فالمان في تطوير قاعدة معرفة تسمى (Scone)، ومقرها في جزء من أعمال أطروحته على شبكة NETL الدلالية.
يُعتبر فالمان مخترع «السمايلي» المستخدمة في الرسائل الإلكترونية المكتوبة (رسائل البريد الإلكتروني أو الرسائل القصيرة). وذلك خلال مناقشة مع زملاء في منتدى في جامعة كارنيغي ميلون، اقترح استخدامها لفصل الرسائل الجادة عن النكات. فاقترح الرمزين:-) و:-(، وتم اعتمادهما بسرعة.